# Aleurocanthus zizyphi
Aleurocanthus zizyphi là một loài côn trùng cánh nửa trong họ Aleyrodidae, phân họ Aleyrodinae.
Aleurocanthus zizyphi được Priesner & Hosny miêu tả khoa học đầu tiên năm 1934.